# 班佑乡
班佑乡，是中华人民共和国四川省阿坝藏族羌族自治州若尔盖县曾经下辖的一个乡。2019年12月，撤销巴西乡、班佑乡，设立巴西镇，以原巴西乡和原班佑乡所属行政区域为巴西镇的行政区域。

## 行政区划
班佑乡撤销前下辖以下地区：
多玛村、班佑村、求吉郎哇村、姜冬村和打更沟村。